# Eclipse lunar de 26 de agosto de 1961
| Eclipse Lunar Parcial 26 de agosto de 1961 | Eclipse Lunar Parcial 26 de agosto de 1961 |
| --- | ------------------------------------------ |
| A Lua cruzou a extremidade sul do cone de sombra da Terra, de oeste para leste (da direita para a esquerda), com o disco lunar quase todo coberto pela sombra e avermelhado, sobrando apenas a extremidade sul do disco. |                                            |
| Gamma | -0,4895                                    |
| Saros (e membro) | 137 (23 de 78)                             |
| Sequência de eclipses lunares |                                            |
| Anterior | 2 de março de 1961                         |
| Próximo | 19 de fevereiro de 1962                    |
| Duração (hr:mn:sc) |                                            |
| Penumbral | 5:01:28                                    |
| Parcial | 3:06:00                                    |
| Fases e Horários do Eclipse (UTC) |                                            |
| P1 | 0:37:33                                    |
| U1 | 1:35:17                                    |
| Máximo | 3:08:17                                    |
| U4 | 4:41:16                                    |
| P4 | 5:39:01                                    |

O eclipse lunar de 26 de agosto de 1961 foi um eclipse parcial, o segundo e último de dois eclipses lunares do ano.
Teve magnitude penumbral de 1,9330 e umbral de 0,9863. Teve duração total de 186 minutos.
A Lua estava quase coberta pela sombra da Terra em um eclipse parcial muito profundo, que durou 3 horas e 6 minutos. Com 99% da Lua na sombra no eclipse máximo, este foi um evento memorável.
A Lua cruzou a extremidade sul do cone da sombra da Terra, em nodo descendente, dentro da constelação de Aquário.
Também coincidiu com o perigeu lunar, ponto mais próximo da Terra, deixando a Lua Cheia cerca de 14% maior e um pouco mais brilhante que no apogeu. Ou seja, o eclipse parcial se deu com uma Superlua.

## Série Saros
Eclipse pertencente ao ciclo lunar Saros de série 137, sendo este de número 23, totalizando 78 eclipses da série. O eclipse anterior do ciclo foi o eclipse parcial de 15 de agosto de 1943, e o eclipse seguinte será com o eclipse total de 6 de setembro de 1979.

## Visibilidade
Foi visível na América do Norte, América do Sul, África e Oriente Médio.
| Região do planeta onde foi visível durante o máximo do eclipse - 03:08 UTC. O Nordeste do Brasil, obteve a melhor observação do meio do eclipse, de onde foi visível à meia-noite. |
| Mapa de visibilidade do eclipse |